# Z80-as zónázó személyvonat
A Z80-as zónázó személyvonat egy budapesti elővárosi vonat volt, ami 2020. december 14-e óta közlekedett. Munkanapokon, a délutáni csúcsidőben hat járat közlekedett a Keleti pályaudvarról Hatvan vasútállomásig. A vonatok négyszámjegyű vonatszámot viseltek, amelyek 30-cal kezdődtek. A járatok jellemzően Stadler FLIRT motorvonatok, de fecske Bhv kocsik is előfordultak.

## Története
Az S80-as személyvonatok 2020. december 13-ától egységesen, minden nap félóránként közlekednek Budapest és Gödöllő között, Hatvanig az InterRégió vonatok és csúcsidőben az új Z80-as zónázó személyvonatok helyettesítették, amelyek Gödöllőig nem álltak meg, utána Hatvanig mindenhol. Az ellenkező irányban Hatvantól Gödöllőig személyvonatként közlekedtek, innen visszatértek ugyan a Keleti pályaudvarra, de utasokat nem szállítottak.
2021. december 13-ától reggel 2 pár új vonat közlekedett Hatvanból Budapestre, míg a Hatvantól Gödöllőig közlekedő személyvonatok is megkapták az S80-as jelzést.
2022/2023-as menetrendváltással megszűnt, helyét az óránként induló Mátra InterRégió vette át.

## Útvonala
| Az átszállási kapcsolatok között az azonos útvonalon, de sűrűbb megállási renddel közlekedő S80 -as személyvonat nincs feltüntetve! |                            |          | |
| Perc (↓) | Állomás                    | Perc (↑) | Átszállási kapcsolatok |
| 0 | Budapest-Keleti végállomás | 59       | 23, 24 5, 7, 7E, 8E, 20E, 30, 30A, 108E, 110, 112, 133E, 230 73, 76, 78, 79, 80 G10 , S25 , S60 , G60 , Z60 , IC, EC, EN, InterRégió, gyorsvonat, expresszvonat,                                                                                       |
| 33 | Gödöllő                    | 29       | 440, 441, 442, 444, 446, 447, 448, 465, 466, 470, 472 1076, 1077, 1078 InterRégió, expresszvonat |
| 37 | Máriabesnyő                | 25       | 402, 404, 405, 406, 407, 410, 412, 422, 426, 430, 461, 463, 469, 474 InterRégió |
| 45 | Bag                        | 18       | 402, 404, 405, 406, 407, 408, 409, 424, 434, 435, 436, 437, 438, 439, 458 InterRégió |
| 50 | Aszód                      | 16       | 342, 347, 348, 422, 424, 426, 428, 430, 457, 458, 459, 460 S77 , S780 , InterRégió, expresszvonat |
| 53 | Hévízgyörk                 | 12       | S780 |
| 56 | Galgahévíz                 | 10       | S780 |
| 60 | Tura                       | 7        | 400, 402, 404, 405, 408, 445 S780 , InterRégió |
| 67 | Hatvan végállomás          | 0        | 348, 406, 407, 409, 410, 412, 414, 3448, 3600, 3601, 3604, 3605, 3610, 3612, 3622, 3623, 3624, 3628, 3640, 3643, 3645, 3675, 3678, 4681, 4686 1, 2, 3, 3A, 4, 6, 7, 9 1037, 1039, 1040, 1049, 1052, 1063, 1427 S780 , S820 , InterRégió, expresszvonat |